# Campo Siete
Campo Siete är en ort i Mexiko.   Den ligger i kommunen Nuevo Casas Grandes och delstaten Chihuahua, i den nordvästra delen av landet, 1 500 km nordväst om huvudstaden Mexico City. Campo Siete ligger 1 387 meter över havet och antalet invånare är 109.
Terrängen runt Campo Siete är platt.  Trakten runt Campo Siete är nära nog obefolkad, med mindre än två invånare per kvadratkilometer. Närmaste större samhälle är Guadalupe Victoria, 17,0 km söder om Campo Siete. Omgivningarna runt Campo Siete är i huvudsak ett öppet busklandskap.